# 43. Międzynarodowy Festiwal Filmowy w Wenecji
43. Międzynarodowy Festiwal Filmowy w Wenecji odbył się w dniach 30 sierpnia – 10 września 1986 roku.
Jury pod przewodnictwem francuskiego reżysera Alaina Robbe-Grilleta przyznało nagrodę główną festiwalu, Złotego Lwa, francuskiemu filmowi Zielony promień w reżyserii Érika Rohmera. Drugą nagrodę w konkursie głównym, Nagrodę Specjalną Jury, przyznano ex aequo włoskiemu filmowi Historia miłosna w reżyserii Francesco Masellego oraz radzieckiemu filmowi Obca, Biała i Pstrokaty w reżyserii Siergieja Sołowjowa.
Honorowego Złotego Lwa za całokształt twórczości otrzymał włoski tandem reżyserski braci Paola i Vittoria Tavianich.

## Członkowie jury

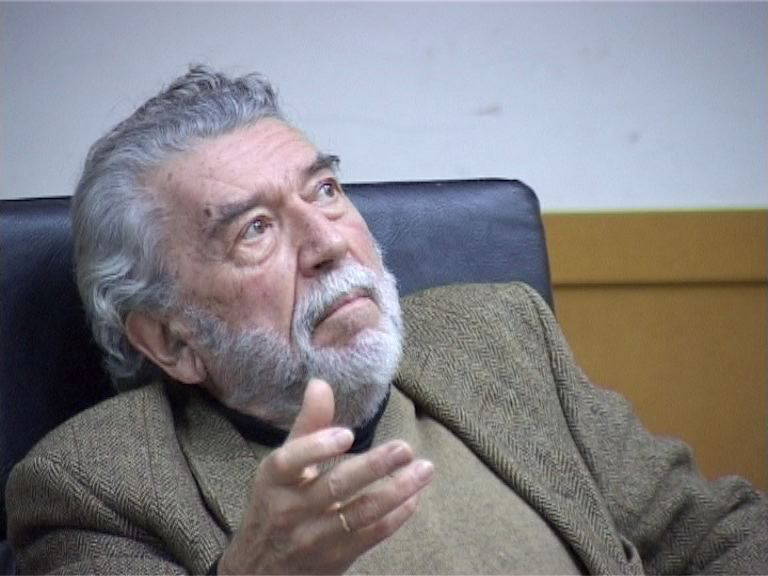
Przewodniczący jury konkursu głównego Alain Robbe-Grillet

### Konkurs główny
- Alain Robbe-Grillet, francuski reżyser − przewodniczący jury[3]
- Chantal Akerman, belgijska reżyserka
- Jörn Donner, fiński reżyser
- Pál Gábor, węgierski reżyser
- Román Gubern, hiszpański scenarzysta
- Pontus Hultén, były dyrektor Centre Georges Pompidou
- Alberto Lattuada, włoski reżyser
- Nanni Moretti, włoski reżyser
- Nelson Pereira dos Santos, brazylijski reżyser
- Eldar Szengiełaja, gruziński reżyser
- Fernando Solanas, argentyński reżyser
- Peter Ustinov, brytyjski aktor
- Bernhard Wicki, austriacki reżyser i aktor
- Catherine Wyler, amerykańska producentka filmowa